# Яковлево (Татарстан)
Яковлево (тат. Якәү) — село в Елабужском районе Татарстана. В составе Яковлевского сельского поселения.

## История
Известно с 1680 как Починок Яковлев. До 1860-х гг. жители относились к категории государственных крестьян. Занимались земледелием, разведением скота. В начале XX века функционировали 4 мельницы. В этот период земельный надел сельской общины составлял 3302 десятин. До 1921 село входило в Козыльскую волость Елабужского уезда Вятской губернии. С 1921 в составе Елабужского, с 1928 — Челнинского кантонов ТАССР. С 10.8.1930 в Елабужском, с 19.2.1944 в Костенеевском, с 8.6.1944 в Мортовском, с 19.11.1954 в Елабужском районах.
В 1914-м году тут родился известный советский и российский геофизик, академик АН СССР,  Николай Никитович Пузырёв.

## Население
| 1859 | 1887 | 1905 | 1920 | 1926 | 1938 | 1949 | 1958 | 1970 | 1979 | 1989 | 2002 |
| ---- | ---- | ---- | ---- | ---- | ---- | ---- | ---- | ---- | ---- | ---- | ---- |
| 1247 | 1426 | 975  | 1326 | 1537 | 1119 | 647  | 420  | 387  | 377  | 422  | 383  |